# Computerworld
Computerworld es una revista sobre tecnologías de información y comunicación que proporciona información a los administradores de tecnología. Se publica en muchos países de todo el mundo con el mismo nombre o uno similar. Su editor es International Data Group. Computerworld satisface las necesidades de información de su público tanto mediante edición impresa como en línea (accesible por diferentes dispositivos), además de organizar varias conferencias donde pueden obtener esa información de primera mano: Storage Network World, Mobile and Wireless World, Premier 100 IT Leaders Conference y Business Intelligence Perspectives. Computerworld.com, su serie de conferencias y las investigaciones especializadas se unen a la publicación impresa semanal para formar el grupo basado en Estados Unidos con la mayor red de publicaciones sobre tecnología a nivel global (58 ediciones). 
Cuando IDG crea la edición sueca en 1983, la cabecera Computerworld ya estaba registrada en Suecia por otro editor. Esta es la razón por la que la edición sueca se llama Computer Sweden. Se distribuye por la mañana como un periódico en formato tabloide (41 cm) en 51.000 ejemplares (2007) con una cifra estimada de 120.000 lectores. En 1999-2008 se publicó tres días a la semana, pero desde 2009, sólo los martes y viernes.

## Horizon Awards
Computerworld establece los Horizon Awards en 2005 para alertar a los lectores acerca de "tecnologías de vanguardia especiales" de los laboratorios de investigación y empresas que están "en el horizonte". Entre los recientes ganadores se encuentra la Universidad de Northwestern y NEC Laboratories America Inc. por RAM comprimida para sistemas embebidos, la Universidad de Stanford por EyePoint y Symantec por Norton Identity Client.